# UFC Fight Night: Blaydes vs. dos Santos
UFC Fight Night: Blaydes vs. dos Santos（ユーエフシー・ファイトナイト：ブレイズ・バーサス・ドス・サントス、別名UFC Fight Night 166、UFC on ESPN+ 24）は、アメリカ合衆国の総合格闘技団体「UFC」の大会の一つ。2020年1月25日、ノースカロライナ州ローリーのPNCアリーナで開催された。

## 大会概要
本大会ではカーティス・ブレイズとジュニオール・ドス・サントスによるヘビー級戦が組まれた。

## 試合結果

### プレリミナリーカード
第1試合 フェザー級 5分3R
○  ハーバート・バーンズ　vs.  ネイト・ランドワー ×
1R 2:43 KO（右膝蹴り）
第2試合 バンタム級 5分3R
○  ブレット・ジョーンズ vs.  トニー・グレーブリー ×
3R 2:53 リアネイキドチョーク
第3試合 女子バンタム級 5分3R
○  サラ・マクマン vs.  リナ・ランズバーグ　×
3R終了 判定3-0（30-27、30-26、30-25）
第4試合 バンタム級 5分3R
○  モンテル・ジャクソン vs.  フェリペ・コラレス　×
3R終了 判定3-0（30-26、30-26、30-25）
第5試合 女子フライ級 5分3R
○  ジャスティン・キッシュ vs.  ルーシー・プディロヴァ ×
3R終了 判定3-0（30-27、30-27、30-27）
第6試合 フェザー級 5分3R
○  アーノルド・アレン　vs.  ニック・レンツ ×
3R終了 判定3-0（29-28、29-28、30-27）
第7試合 ミドル級 5分3R
○  ベヴォン・ルイス　vs.  デクアン・タウンゼンド　×
3R終了 判定3-0（30-27、30-27、30-27）

### メインカード
第8試合 ライトヘビー級 5分3R
○  ジャマール・ヒル vs.  ダルコ・ストシッチ ×
3R終了 判定3-0（29-27、29-27、29-27）
第9試合  女子ストロー級 5分3R
○  アンジェラ・ヒル vs.   ハンナ・シファーズ ×
2R 4:26 TKO（パウンド）
第10試合 フライ級 5分3R
○  アレックス・ペレス　vs.  ジョーダン・エスピノーサ　×
1R 2:33 肩固め
第11試合 ウェルター級 5分3R
○  マイケル・キエーザ vs.  ハファエル・ドス・アンジョス ×
3R終了 判定3-0（30-27、29-28、29-28）
第12試合 ヘビー級 5分5R
○  カーティス・ブレイズ vs.  ジュニオール・ドス・サントス ×
2R 1:06 TKO（スタンドパンチ連打）

### 各賞
ファイト・オブ・ザ・ナイト：ブレット・ジョーンズ vs. トニー・グレーブリー
パフォーマンス・オブ・ザ・ナイト：アレックス・ペレス、ハーバート・バーンズ
各選手にはボーナスとして5万ドルが授与された。

### カード変更
負傷などによるカードの変更は以下の通り。